# Кубок Азії з футболу 2011
Кубок Азії 2011 — футбольний турнір серед азійських збірних. 15-й за ліком Кубок Азії, фінальний турнір якого пройшов у Катарі з 7 по 29 січня 2011 року.

## Учасники
У турнірі змагаються 16 збірних:
Автоматично потрапили на турнір:
- Катар — організатор
- Ірак — переможець Кубка Азії 2007
- Саудівська Аравія — 2-й призер Кубка Азії 2007
- Південна Корея — 3-й призер Кубка Азії 2007

Пройшли відбірковий турнір:
- Австралія — група B
- Бахрейн — група A
- Йорданія — група E
- Іран — група E
- Китай — група D
- Кувейт — група B
- ОАЕ — група C
- Сирія — група D
- Узбекистан — група C
- Японія — група A

Потрапили на турнір як переможці Кубка виклику:
- Індія — переможець Кубка виклику 2008
- Північна Корея — переможець Кубка виклику 2010

## Жеребкування
Жеребкування пройшло 23 квітня 2010 року в м. Доха. «Посів» по корзинах був опублікований 22 квітня.
| Кошик 1 (Організатор та сіяні команди)            | Кошик 2                                | Кошик 3                          | Кошик 4                                 |
| ------------------------------------------------- | -------------------------------------- | -------------------------------- | --------------------------------------- |
| Катар · Ірак · Саудівська Аравія · Південна Корея | Японія · Австралія · Іран · Узбекистан | Китай · ОАЕ · Бахрейн · Йорданія | Сирія · Кувейт · Індія · Північна Корея |

## Стадіони
Для проведення матчів АФК обрала 5 стадіонів у двох містах
| Доха                         | Ар-Раян                 | Доха                       |
| ---------------------------- | ----------------------- | -------------------------- |
| Міжнародний стадіон «Халіфа» | Стадіон «Ахмед бін Алі» | Стадіон «Тані бін Джассім» |
| Місткість: 40,000            | Місткість: 21,282       | Місткість: 21,175          |
|                              |                         |                            |
| Доха                         | Doha Al Rayyan          | Доха                       |
| Стадіон «Катар СК»           | Doha Al Rayyan          | «Яссім бін Хамад»          |
| Місткість: 12,000            | Doha Al Rayyan          | Місткість: 12,946          |
|                              | Doha Al Rayyan          |                            |

## Результати

### Груповий етап

#### Регламент
У випадку, якщо дві чи більше збірних у групі наберуть однакову кількість очок, то для визначення кращої команди будуть використовуватися такі критерії (кожний наступний критерій використовується при рівності всіх попередніх):
1. Результати матчів між собою:
  - Очки
  - Різниця м'ячів
  - Кількість забитих м'ячів
2. Різниця м'ячів
3. Кількість забитих м'ячів
4. Показники Fair Play
5. Жеребкування

#### Група A
| М  | Команда      | І | В | Н | П | МЗ | МП | РМ | О |
| -- | ------------ | - | - | - | - | -- | -- | -- | - |
| 1. | Узбекистан · | 3 | 2 | 1 | 0 | 6  | 3  | +3 | 7 |
| 2. | Катар ·      | 3 | 2 | 0 | 1 | 5  | 2  | +3 | 6 |
| 3. | Китай        | 3 | 1 | 1 | 1 | 4  | 4  | 0  | 4 |
| 4. | Кувейт ·     | 3 | 0 | 0 | 3 | 1  | 7  | −6 | 0 |

| 07.01.2011 19:15 |

| Катар | 0 — 2      | Узбекистан               |
| ----- | ---------- | ------------------------ |
|       | (Протокол) | Ахмедов 59' Джепаров 77' |

| Халіфа, Доха Глядачів: 37 143 Арбітр: Юіті Нісімура |

| 08.01.2011 16:15 |

| Кувейт | 0 — 2      | Китай                           |
| ------ | ---------- | ------------------------------- |
|        | (Протокол) | Чжан Ліньпен 58' Ден Чжосян 66' |

| Аль-Гарафа, Доха Глядачів: 7423 Арбітр: Бен Вільямс |

| 12.01.2011 16:15 |

| Узбекистан               | 2 — 1      | Кувейт                |
| ------------------------ | ---------- | --------------------- |
| Шацьких 41' Джепаров 65' | (Протокол) | Аль-Мутава 49' (пен.) |

| Аль-Гарафа, Доха Глядачів: 3481 Арбітр: Наваф Шукралла |

| 12.01.2011 19:15 |

| Китай | 0 — 2      | Катар            |
| ----- | ---------- | ---------------- |
|       | (Протокол) | Ахмед 27', 45+1' |

| Халіфа, Доха Глядачів: 30 778 Арбітр: Кім Дон Джін |

| 16.01.2011 19:15 |

| Катар                                     | 3 — 0      | Кувейт |
| ----------------------------------------- | ---------- | ------ |
| Мохаммед 12' Ель Заєд 16' Фабіо Сезар 86' | (Протокол) |        |

| Халіфа, Доха Глядачів: 28 339 Арбітр: Абдул Малік Башир |

| 16.01.2011 19:15 |

| Китай                      | 2 — 2      | Узбекистан              |
| -------------------------- | ---------- | ----------------------- |
| Ю Хай 6' Хао Дзюньмінь 56' | (Протокол) | Ахмедов 30' Ґейнріх 46' |

| Аль-Гарафа, Доха Глядачів: 3529 Арбітр: Абдулла Аль Хілалі |

#### Група B
| М  | Команда             | І | В | Н | П | МЗ | МП | РМ | О |
| -- | ------------------- | - | - | - | - | -- | -- | -- | - |
| 1. | Японія ·            | 3 | 2 | 1 | 0 | 8  | 2  | +6 | 7 |
| 2. | Йорданія ·          | 3 | 2 | 1 | 0 | 4  | 2  | +2 | 7 |
| 3. | Сирія ·             | 3 | 1 | 0 | 2 | 4  | 5  | −1 | 3 |
| 4. | Саудівська Аравія · | 3 | 0 | 0 | 3 | 1  | 8  | −7 | 0 |

| 09.01.2011 16:15 |

| Японія       | 1 — 1      | Йорданія          |
| ------------ | ---------- | ----------------- |
| Йосіда 90+2' | (Протокол) | Абдель Фаттах 45' |

| Катар СК, Доха Глядачів: 6255 Арбітр: Абдул Малік Башир |

| 09.01.2011 19:15 |

| Саудівська Аравія | 1 — 2      | Сирія               |
| ----------------- | ---------- | ------------------- |
| Аль Джассім 60'   | (Протокол) | Аль Хусаїн 38', 63' |

| Ахмед бін Алі, Ар-Раян Глядачів: 16 562 Арбітр: Кім Дон Джін |

| 13.01.2011 16:15 |

| Йорданія         | 1 — 0      | Саудівська Аравія |
| ---------------- | ---------- | ----------------- |
| Абдул-Рахман 42' | (Протокол) |                   |

| Ахмед бін Алі, Ар-Раян Глядачів: 17 349 Арбітр: Алі Хамад Аль Бадваві |

| 13.01.2011 19:15 |

| Сирія                | 1 — 2      | Японія                      |
| -------------------- | ---------- | --------------------------- |
| Аль Хатиб 76' (пен.) | (Протокол) | Хасебе 35' Хонда 82' (пен.) |

| Катар СК, Доха Глядачів: 10 453 Арбітр: Мохсен Торкі |

| 17.01.2011 19:15 |

| Саудівська Аравія | 0 — 5      | Японія                               |
| ----------------- | ---------- | ------------------------------------ |
|                   | (Протокол) | Окадзакі 8', 13', 80' Маеда 19', 51' |

| Ахмед бін Алі, Ар-Раян Глядачів: 2022 Арбітр: Равшан Ірматов |

| 17.01.2011 19:15 |

| Йорданія                    | 2 — 1      | Сирія        |
| --------------------------- | ---------- | ------------ |
| Діаб 30' (аг) Аль Саїфі 59' | (Протокол) | Аль Зено 15' |

| Катар СК, Доха Глядачів: 9849 Арбітр: Абдулрахман Мохаммед |

#### Група C
| М  | Команда          | І | В | Н | П | МЗ | МП | РМ  | О |
| -- | ---------------- | - | - | - | - | -- | -- | --- | - |
| 1. | Австралія ·      | 3 | 2 | 1 | 0 | 6  | 1  | +5  | 7 |
| 2. | Південна Корея · | 3 | 2 | 1 | 0 | 7  | 3  | +4  | 7 |
| 3. | Бахрейн ·        | 3 | 1 | 0 | 2 | 6  | 5  | +1  | 3 |
| 4. | Індія ·          | 3 | 0 | 0 | 3 | 3  | 13 | −10 | 0 |

| 10.01.2011 16:15 |

| Індія | 0 — 4      | Австралія                               |
| ----- | ---------- | --------------------------------------- |
|       | (Протокол) | Кегілл 11', 65' К'юелл 24' Холман 45+2' |

| Яссім бін Хамад, Доха Глядачів: 9783 Арбітр: Алі Хамад Аль Бадваві |

| 10.01.2011 19:15 |

| Південна Корея        | 2 — 1      | Бахрейн         |
| --------------------- | ---------- | --------------- |
| Ку Чжа Чхоль 40', 52' | (Протокол) | Ааіш 85' (пен.) |

| Аль-Гаррафа, Доха Глядачів: 6669 Арбітр: Абдулла Аль Хілалі |

| 14.01.2011 16:15 |

| Австралія  | 1 — 1      | Південна Корея   |
| ---------- | ---------- | ---------------- |
| Єдинак 62' | (Протокол) | Ку Чжа Чхоль 24' |

| Аль-Гарафа, Доха Глядачів: 15 526 Арбітр: Абдулрахман Мохаммед |

| 14.01.2011 19:15 |

| Бахрейн                                      | 5 — 2      | Індія                |
| -------------------------------------------- | ---------- | -------------------- |
| Ааіш 8' (пен.) Абдуллатіф 16', 20', 35', 77' | (Протокол) | Сінґх 10' Чхетрі 53' |

| Яссім бін Хамад, Доха Глядачів: 11 032 Арбітр: Субхіддін Модх Саллех |

| 18.01.2011 16:15 |

| Південна Корея                                     | 4 — 1      | Індія             |
| -------------------------------------------------- | ---------- | ----------------- |
| Чі Дон Вон 6', 23' Ку Чжа Чхоль 9' Сон Хин Мін 81' | (Протокол) | Чхетрі 12' (пен.) |

| Аль-Гарафа, Доха Глядачів: 11 366 Арбітр: Халіль Аль Гамді |

| 18.01.2011 16:15 |

| Австралія  | 1 — 0      | Бахрейн |
| ---------- | ---------- | ------- |
| Єдинак 37' | (Протокол) |         |

| Яссім бін Хамад, Доха Глядачів: 3919 Арбітр: Юіті Нісімура |

#### Група D
| М  | Команда          | І | В | Н | П | МЗ | МП | РМ | О |
| -- | ---------------- | - | - | - | - | -- | -- | -- | - |
| 1. | Іран ·           | 3 | 3 | 0 | 0 | 6  | 1  | +5 | 9 |
| 2. | Ірак ·           | 3 | 2 | 0 | 1 | 3  | 2  | +1 | 6 |
| 3. | Північна Корея · | 3 | 0 | 1 | 2 | 0  | 2  | −2 | 1 |
| 4. | ОАЕ ·            | 3 | 0 | 1 | 2 | 0  | 4  | −4 | 1 |

| 11.01.2011 16:15 |

| Північна Корея | 0 — 0      | ОАЕ |
| -------------- | ---------- | --- |
|                | (Протокол) |     |

| Катар СК, Доха Глядачів: 3639 Арбітр: Субхіддін Модх Саллех |

| 11.01.2011 19:15 |

| Ірак       | 1 — 2      | Іран                  |
| ---------- | ---------- | --------------------- |
| Махмуд 13' | (Протокол) | Резаєі 42' Мобалі 84' |

| Ахмед бін Алі, Ар-Раян Глядачів: 10 478 Арбітр: Равшан Ірматов |

| 15.01.2011 16:15 |

| Іран           | 1 — 0      | Північна Корея |
| -------------- | ---------- | -------------- |
| Ансаріфард 84' | (Протокол) |                |

| Катар СК, Доха Глядачів: 6488 Арбітр: Наваф Шукралла |

| 15.01.2011 19:15 |

| ОАЕ | 0 — 1      | Ірак             |
| --- | ---------- | ---------------- |
|     | (Протокол) | Аббас 90+3' (аг) |

| Ахмед бін Алі, Ар-Раян Глядачів: 7233 Арбітр: Юіті Нісімура |

| 19.01.2011 19:15 |

| Ірак        | 1 — 0      | Північна Корея |
| ----------- | ---------- | -------------- |
| Джассім 22' | (Протокол) |                |

| Ахмед бін Алі, Ар-Раян Глядачів: 4111 Арбітр: Субхіддін Модх Саллех |

| 19.01.2011 19:15 |

| ОАЕ | 0 — 3      | Іран                                |
| --- | ---------- | ----------------------------------- |
|     | (Протокол) | Афшин 70' Нурі 83' Аббас 90+2' (аг) |

| Катар СК, Доха Глядачів: 5012 Арбітр: Кім Дон Джін |

### Плей-оф
Якщо будь-який матч плей-оф буде нічийним після 90 хвилин, проводиться додатковий час, який складається з двох таймів по 15 хвилин. Якщо рахунок, як і раніше рівний, у матчі пробивають післяматчеві пенальті, за якими і визначається переможець.
 
|  | Чвертьфінали          | Чвертьфінали    |                 |                | Півфінали   | Півфінали   |  |  | Фінал           | Фінал |
|  |                       |                 |                 |                |             |             |  |  |                 |       |
|  | 21 січня — Доха       |                 |                 |                |             |             |  |  |                 |       |
|  |                       |                 |                 |                |             |             |  |  |                 |       |
|  | Узбекистан            | 2               |                 |                |             |             |  |  |                 |       |
|  | Узбекистан            | 2               | 25 січня — Доха |                |             |             |  |  |                 |       |
|  | Йорданія              | 1               |                 |                |             |             |  |  |                 |       |
|  | Йорданія              | 1               | Узбекистан      | 0              |             |             |  |  |                 |       |
|  | 22 січня — Доха       |                 | Узбекистан      | 0              |             |             |  |  |                 |       |
|  |                       | Австралія       | 6               |                |             |             |  |  |                 |       |
|  | Австралія (д.ч.)      | Австралія       | 6               | 1              |             |             |  |  |                 |       |
|  | Австралія (д.ч.)      |                 | 29 січня — Доха | 1              |             |             |  |  |                 |       |
|  | Ірак                  | 0               |                 |                |             |             |  |  |                 |       |
|  | Ірак                  | 0               | Австралія       | 0              |             |             |  |  |                 |       |
|  | 21 січня — Доха       |                 | Австралія       | 0              |             |             |  |  |                 |       |
|  |                       | Японія (д.ч.)   | 1               |                |             |             |  |  |                 |       |
|  | Японія                | Японія (д.ч.)   | 1               | 3              |             |             |  |  |                 |       |
|  | Японія                | 25 січня — Доха |                 | 3              |             |             |  |  |                 |       |
|  | Катар                 | 2               |                 |                |             |             |  |  |                 |       |
|  | Катар                 | 2               | Японія (пен.)   | 2 (3)          | Третє місце | Третє місце |  |  |                 |       |
|  | 22 січня — Доха       |                 | Японія (пен.)   | 2 (3)          | Третє місце | Третє місце |  |  |                 |       |
|  |                       | Південна Корея  | 2 (0)           |                |             |             |  |  |                 |       |
|  | Іран                  | Південна Корея  | 2 (0)           | 0              | Узбекистан  | 2           |  |  |                 |       |
|  | Іран                  |                 |                 | 0              | Узбекистан  | 2           |  |  |                 |       |
|  | Південна Корея (д.ч.) | 1               |                 | Південна Корея | 3           |             |  |  |                 |       |
|  | Південна Корея (д.ч.) | 1               |                 |                | 3           |             |  |  |                 |       |
|  |                       |                 |                 |                |             |             |  |  | 28 січня — Доха |       |
|  |                       |                 |                 |                |             |             |  |  |                 |       |

#### Чвертьфінали
| 21.01.2011 16:25 |

| Японія                    | 3–2        | Катар                     |
| ------------------------- | ---------- | ------------------------- |
| Кагава 29', 71' Іноха 89' | (Протокол) | Сорія 13' Фабіо Сезар 63' |

| Аль-Гарафа, Доха Глядачів: 19 479 Арбітр: Субхиддін Мохд Саллех |

| 21.01.2011 19:25 |

| Узбекистан      | 2–1        | Йорданія |
| --------------- | ---------- | -------- |
| Бакаєв 47', 49' | (Протокол) | Ясін 58' |

| Халіфа, Доха Глядачів: 16 073 Арбітр: Абдул-Малік Башир |

| 22.01.2011 16:25 |

| Австралія   | 1–0 (д.ч.) | Ірак |
| ----------- | ---------- | ---- |
| К'юелл 118' | (Протокол) |      |

| Яссім бін Хамад, Доха Глядачів: 7889 Арбітр: Абдулрахман Мохамед |

| 22.01.2011 19:25 |

| Іран | 0–1 (д.ч.) | Південна Корея    |
| ---- | ---------- | ----------------- |
|      | (Протокол) | Юн Піт Карам 105' |

| Катар СК, Доха Глядачів: 7111 Арбітр: Равшан Ірматов |

#### Півфінали
| 25.01.2011 16:25 |

| Японія                | 2–2        | Південна Корея                          |
| --------------------- | ---------- | --------------------------------------- |
| Маеда 36' Хосогаї 97' | (Протокол) | Кі Сон Йон 22' (пен.) Хван Чже Вон 120' |

| Аль-Гарафа, Доха Глядачів: 16 171 Арбітр: Халіль Аль-Гамді |

|                                     |     | Пенальті                              |  |
| Хонда · Окадзакі · Нагатомо · Конно | 3–0 | Ку Чжа Чхоль · Лі Юн Ре · Хон Чжон Хо |  |

| 25.01.2011 19:25 |

| Узбекистан | 0–6        | Австралія                                                           |
| ---------- | ---------- | ------------------------------------------------------------------- |
|            | (Протокол) | К'юелл 5' Огнєновські 35' Керні 65' Емертон 73' Валері 82' Крус 83' |

| Халіфа, Доха Глядачів: 24 826 Арбітр: Алі Хамад Аль-Бадваві |

#### Матч за третє місце
| 28.01.2011 18:00 |

| Узбекистан            | 2–3        | Південна Корея                       |
| --------------------- | ---------- | ------------------------------------ |
| Гейнріх 45' (п.), 53' | (Протокол) | Ку Чжа Чхоль 17' Чі Дон Вон 28', 39' |

| Яссім бін Хамад, Доха Глядачів: 8199 Арбітр: Абдул-Малік Башир |

#### Фінал
| 29.01.2011 18:00 |

| Австралія | 0–1 (д.ч.) | Японія  |
| --------- | ---------- | ------- |
|           | (Протокол) | Лі 109' |

| Халіфа, Доха Глядачів: 37 174 Арбітр: Равшан Ірматов |

| Переможець Кубка Азії 2011 |
| -------------------------- |
| Японія Четвертий титул     |